# Schrämspieß
Der Schrämspieß  ist ein bergmännisches Werkzeug, das früher im Bergbau zur manuellen Schrämarbeit verwendet wurde. Der Schrämspieß wurde zusammen mit dem Schrämeisen eingesetzt. Er wurde anstelle des Besteckeisens verwendet.

## Aufbau und Anwendung
Der Schrämspieß besteht aus einer geraden Eisenstange aus Vierkantprofileisen. Die Stange hat eine Stärke von 20 bis 25 Millimetern. Der Schrämspieß ist zwischen 0,78 und 1,6 Meter lang. Der Schrämspieß ist somit länger und dicker, als das auch zur Schrämarbeit verwendete Besteckeisen. Neben den Schrämspießen aus Eisen wurden aber auch Schrämspieße aus Holz verwendet. An einem der Enden des Schrämspießes ist eine Spitze aus gehärtetem Stahl. Bei Schrämspießen aus Eisen ist die Eisenstange an einem Ende zu einer etwas gewölbten Spitze geformt. Die Spitze ist ähnlich wie eine Pfeilspitze geformt. Der Schrämspieß wird bei der manuellen Schrämarbeit zum Ausputzen der Ecken verwendet. Insbesondere dort, wo das Schrämeisen aus Platzmangel nicht genutzt werden kann, wird der Schrämspieß eingesetzt. Hierfür wird er entweder in die Ecken gestoßen oder mit einem Fäustel in die Ecken reingeschlagen.